# Isabelle Autissier
Isabelle Autissier (Paris, 1956) é uma velejadora, navegadora, escritora e apresentadora francesa.
É a primeira mulher a ter efetuado uma volta ao mundo à vela em 1991. Ganhou várias etapas em regatas de nível mundial.